# Andreea Chițu
Andreea Ștefania Chitu (n. 7 mai 1988, Bolintin-Vale, România) este o judoka română legitimată la CSA Steaua, vicecampioană mondială în 2014 și 2015, și campioană europeană în 2012 și în 2015 la categoria 52 kg. A reprezentat România la Jocurile Olimpice de vară din 2012, fiind învinsă în turul secund al grupei B de belgianca Ilse Heylen.
În aprilie 2018, Andreea Chițu a fost înaintată la gradul de căpitan prin ordin al ministrului Ministerului Apărării Naționale.

## Legături externe
- Andreea Chițu la Comitetul Olimpic și Sportiv Român (arhivat)
- en Andreea Chițu la Olympedia.org